# Газова хроматографія

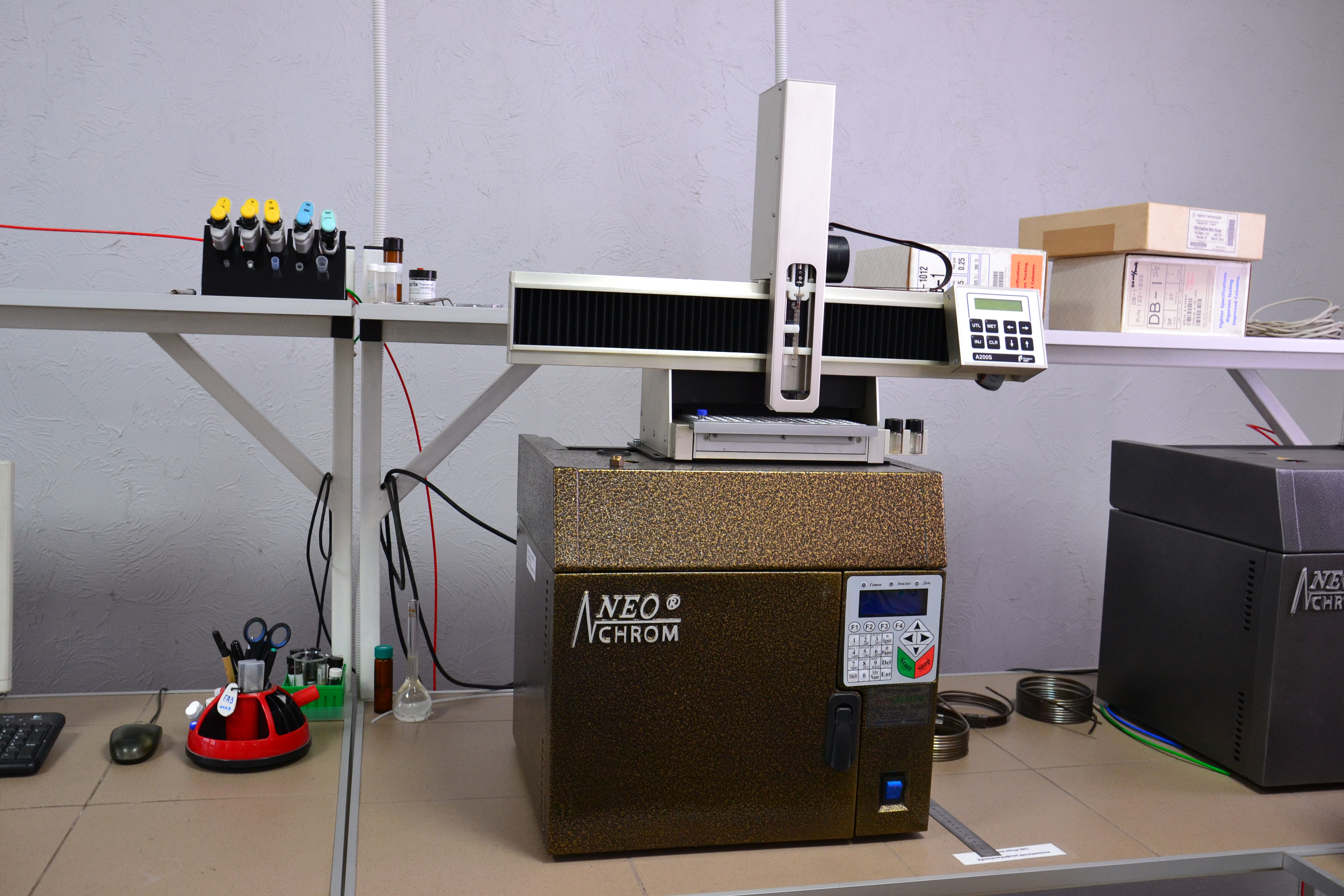
Газовий хроматограф Neochrom(Україна) з автосемплером

Газова хроматографія — фізико-хімічний метод розподілу речовин, заснований на розподілі компонентів аналізованої суміші між двома незмішуваними та рухомими відносно одна одної фазами, де як рухома фаза виступає газ (газ-носій), а як нерухома фаза — твердий сорбент або рідина, нанесена на інертний твердий носій або внутрішні стінки колони.

## Газова хроматографія

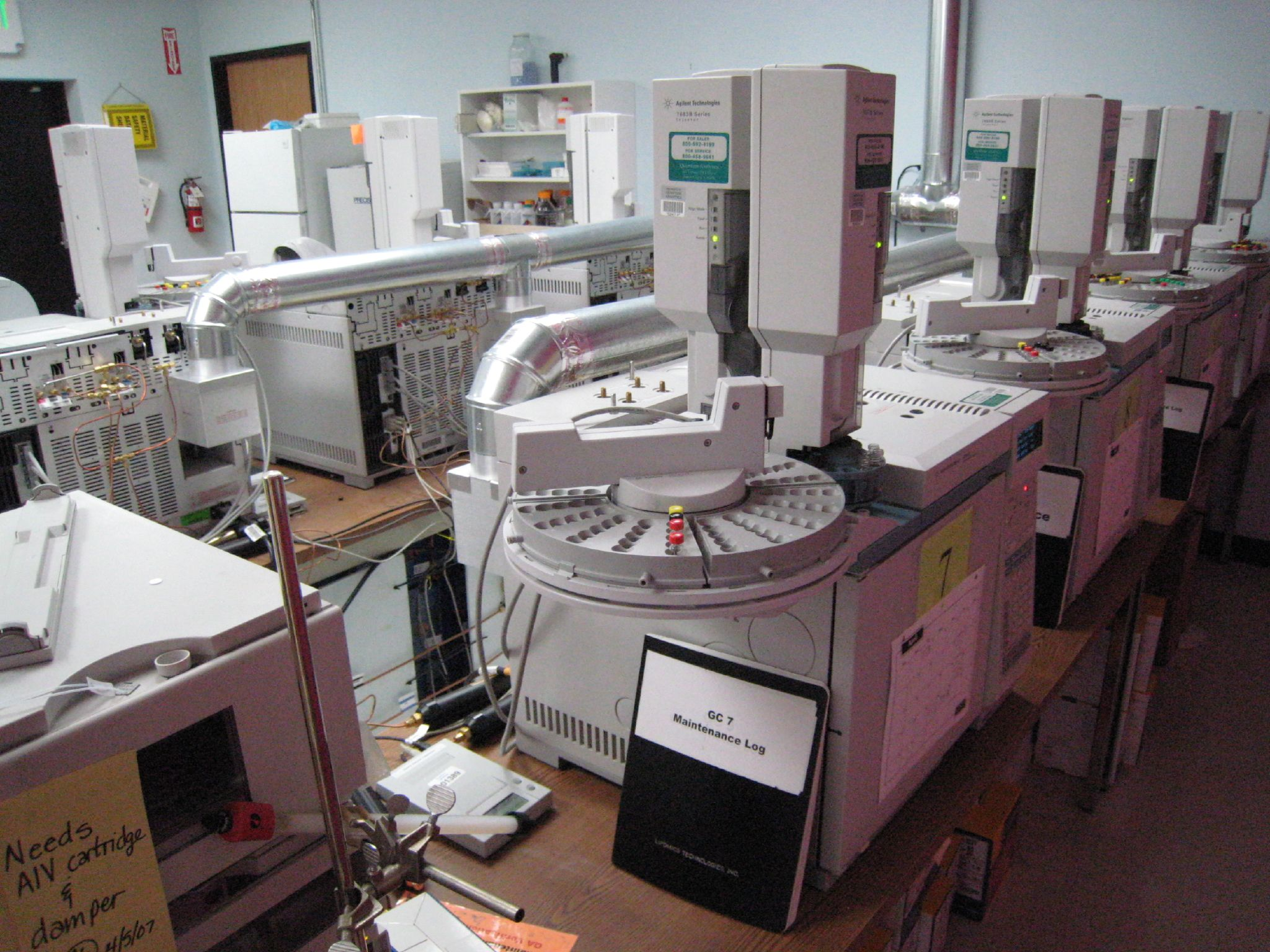
Лабораторія газової хроматографії

Газова хроматографія (ГХ) — поширений тип хроматографії, що використовується в аналітичній хімії для розділення та аналізу сполук, які можна випаровувати без розкладання. Типове застосування ГХ включає тестування чистоти певної речовини або розділення різних компонентів суміші (також може бути визначена відносна кількость таких компонентів). У деяких ситуаціях ГХ може допомогти у визначенні сполуки. У препаративній хроматографії ГХ можна використовувати для приготування чистих сполук із суміші.
У газовій хроматографії рухомою фазою (або «фаза, що рухається») є газ- носій, як правило, інертний газ, такий як гелій або нереактивний газ, такий як азот. Гелій залишається найчастіше використовуваним газом-носієм приблизно в 90 % інструментів, хоча азот є кращим для розділення. Нерухома фаза — це мікроскопічний шар рідини або полімеру на інертній твердій опорі, всередині шматка скляної або металевої трубки, що називається колонкою (прихильність до фракціонуючої колони, що використовується за дистиляції). Прилад, який використовується для проведення газової хроматографії, називається газовим хроматографом (або «аерографом», «газороздільником»).
Залежно від типу використовуваної нерухомої фази газову хроматографію поділяють на газоадсорбційну (в зарубіжній науковій літературі її прийнято позначати як газотвердофазна) і газо-рідинну хроматографію. У першому випадку нерухомою фазою є твердий носій (силікагель, вугілля, оксид алюмінію), у другому — рідина, нанесена на поверхню інертного носія.
Газо-рідинна хроматографія — розділення газової суміші внаслідок різної розчинності компонентів проби в рідині або різної стабільності комплексів, що утворюються. Нерухомою фазою служить рідина, нанесена на інертний носій, рухомою — газ.
Розділення грунтується на відмінностях у летючості і розчинності (або адсорбції) компонентів суміші.
Цей метод можна використовувати для аналізу газоподібних, твердих і рідких речовин з молекулярною масою менше 400, які повинні відповідати певним вимогам, головні з яких — летючість, термостабільність, інертність, простота отримання. Цим вимогам в повній мірі відповідають, як правило, органічні речовини, тому газову хроматографію широко використовують як серійний метод аналізу органічних сполук.
Газоподібні сполуки, що аналізуються, взаємодіють зі стінками колонки, яка покрита нерухомою фазою. Це призводить до того, що кожна сполука елююється в інший час, відомий як час утримування сполуки. Порівняння часу утримування — це те, що дає ГХ його аналітичну корисність.
Газова хроматографія в принципі схожа на колонкову хроматографію (як і інші форми хроматографії, такі як ВЕРХ, ТШХ), але має кілька помітних відмінностей. По-перше, процес поділу сполук у суміші проводиться між рідкою нерухомою фазою та рухомою фазою газу, тоді як за колонкової хроматографії нерухома фаза є твердою, а рухома фаза — рідкою. (Звідси повна назва процесу — «газо-рідинна хроматографія», що стосується відповідно рухомої та нерухомої фаз.) По-друге, колонка, через яку проходить фаза газу, розташована в термостаті, де температуру газу можна контролювати, тоді як колонкова хроматографія (як правило) не має такого регулювання температури. Нарешті, концентрація сполуки в газовій фазі є винятково функцією тиску пари газу.     
Газова хроматографія також іноді відома як парофазна хроматографія (ПФХ), або газо-рідинна розподільна хроматографія (ГРРХ). Ці альтернативні назви, а також їх відповідні скорочення часто використовуються у науковій літературі. Тому можна стверджувати, що ГРРХ є найбільш правильною термінологією, через що багато авторів віддають їй перевагу.

### Застосування
Газова хроматографія застосовується, серед іншого в:
- нафтохімічній промисловості — наприклад, для оцінки хімічного складу бензину, що випускається;
- охороні навколишнього середовища — для оцінювання ступеня забруднення ґрунту, повітря та води;
- криміналістиці — наприклад, для аналізу походження лікарських засобів на основі складу домішок в них;
- допінг-контролі — де ГХ-МС є основним методом виявлення заборонених речовин у крові, поті, сечі та екстракті волосся спортсменів;
- у харчовій промисловості — для тестування складу сировини та харчових продуктів, щоб виявити фальсифікацію харчових продуктів.

## Історія
Хроматографія датується 1903 р. в роботі російського вченого Михайла Семеновича Цвєта ,який відокремлював рослинні пігменти за допомогою рідкої колонної хроматографії. Німецький фізик-хімік Еріка Кремер у 1947 р. разом з аспірантом із Австрії Фріцом Пріором розробила теоретичні основи ГХ та побудувала перший хроматограф з рідким газом, але її робота була визнана неактуальною і довго залишалася без уваги.Таким чином,  Арчер Джон Портер Мартін, який отримав Нобелівську премію за роботу з розробки рідинної (1941) та паперової (1944) хроматографії, рахується засновиником газової хроматографії. Популярність газової хроматографії швидко зросла після розробки детектора іонізації полум'я.

## Устаткування для газової хроматографії

### Дизайн газового хроматографа
Газовий хроматограф складається з таких основних елементів:
1. система дозування зразків (наприклад, ін'єкція)
2. плита з термостатом
3. хроматографічна колонка
4. детектор
5. записувальний пристрій.

### Джерело газоносія
Найчастіше це 40 літровий балон із стисненим або скрапленим газом, який зазвичай знаходиться під великим тиском (до 150 атмосфер), за допомогою редуктора тиск на виході знижують до робочого тиску хроматографа (переважно хроматографи працюють під тиском від 4 до 10 атмосфер). Найчастіше при хроматографії використовують гелій, рідше аргон і азот, ще рідше водень та інші гази.
У разі використання як газу-носія водню або азоту джерелом газу крім балонів можуть бути генератори водню або азоту.

### Регулятор витрати газу

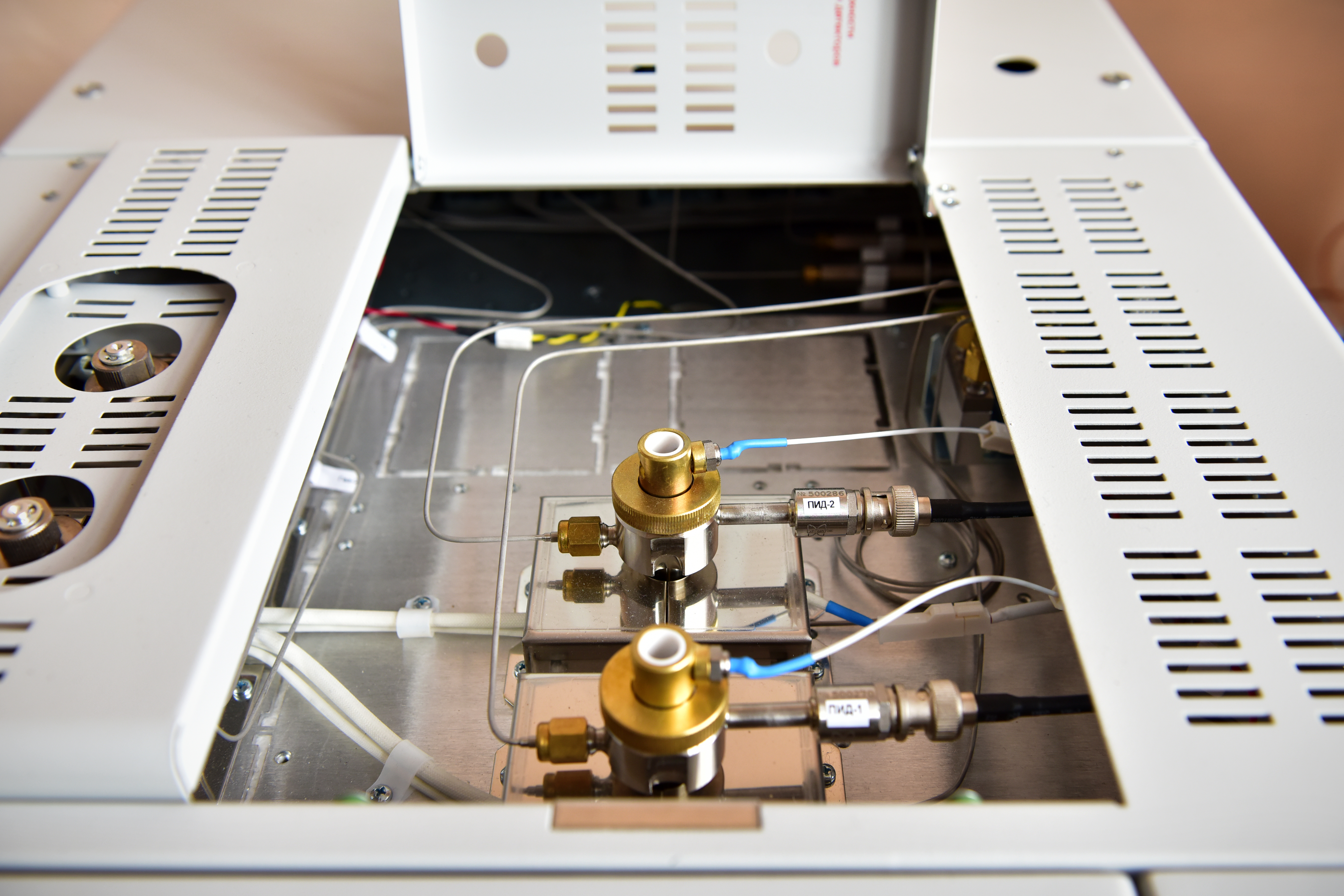
Внутрішні елементи газового хроматографа

Призначення цього компонента газового хроматографа — контроль витрати газу в системі, а також підтримка необхідного тиску газу на вході в систему. Зазвичай як регулятор витрати газу використовуються редуктор або дросель .

### Пристрій введення проби
В тому випадку, якщо хроматограф призначений для аналізу рідких проб, пристрій введення проб поєднується з випарником.
Проба вводиться у випарник за допомогою мікрошприца шляхом проколювання еластичної прокладки. Випарник зазвичай нагрітий до температури, що перевищує температуру самої колони на 50 °C. Обсяг введеної проби від 0,1 до декількох мікролітрів
У разі газоподібних зразків, проба може вводитися 2 способами:
1. Проба вводиться у випарник за допомогою газового шприца (спеціальний газоущільнений хроматографічний шприц для введення газоподібних проб у випарник зазвичай об'ємом 1 мл) шляхом проколювання еластичної прокладки.
2. Включення в газову схему «газового крана» замість або перед випарником. Газовий кран має 2 положення: «відбір проби» і «аналіз». У положенні «відбір проби» газ-носій надходить безпосередньо в колонку, в цей же час петля підключена одним кінцем до штуцера відбору проби, а другим з'єднана зі штуцером скидання проби (атмосферою). При повороті газового крана в режим «аналіз» відбувається перемикання потоків газів: тепер газ-носій йде в колонку через пробовідбірну петлю (зазвичай використовують петлі об'ємом 1 або 2 мл), здійснюючи таким чином введення проби в колонку, в цей же час штуцер відбору проби з'єднується з атмосферою, минаючи пробовідбірну петлю.

### Хроматографічні колонки
Під колонкою мають на увазі посудину, довжина якої значно більша за діаметр. Для газової хроматографії використовують 2 типи колонок — капілярні і насадкові. Насадкові колонки мають зовнішній діаметр від 2 до 4 мм і довжину від 1-го метра до 4-х метрів. Внутрішній діаметр капілярних колонок (Ду — внутрішній діаметр) — 0,15-0,53 мм, а довжина — 15-100 м. Матеріалом для виготовлення колонок є скло, нержавіюча сталь, мідь, іноді фторопласт. Останнім часом найбільшого поширення набули капілярні колонки, виготовлені з плавленого кварцу, з нанесеною всередині нерухомою фазою. Довжина подібних колонок може досягати сотень і навіть тисяч метрів, хоча частіше використовуються колонки довжиною 30-60 м .
Вкрай важливе щільне наповнення колонок нерухомою фазою, а також забезпечення постійної температури колонки протягом всього процесу хроматографування. Точність підтримки температури повинна складати 0,05-0,1 °C. Для регулювання і підтримки температури використовують термостати.

### Детектори
Детектори, які призначені для безперервного вимірювання концентрації речовин на виході з хроматографічної колонки. Принцип дії детектора повинен бути заснований на вимірюванні такої властивості аналітичного компонента, якою не володіє рухома фаза.
В газової хроматографії використовують такі види детекторів: Універсальні детектори:
- детектор іонізації полум'я (ДІП) — один з найбільш часто використовуваних детекторів газової хроматографії. Він працює, іонізуючи (розкладаючи на іони) молекули у полум'ї та записуючи потенційні зміни. Основним елементом цього детектора є полум'я (зазвичай водень — повітря, водень — кисень), яке оточує збираючий електрод. Коли газ-носій сам проходить через детектор, між цим електродом і поляризуючим електродом протікає невеликий струм, записаний електрометром і рекордером як базовий рівень . Коли визначена органічна речовина потрапляє до детектора, вона горить, а отримані іони викликають збільшення струму між електродами. Ця зміна фіксується як вимірювальний сигнал. ДІП — один з найбільш чутливих універсальних детекторів. Виявляє майже всі органічні сполуки (винятки: формальдегід, мурашина кислота), тоді як розмір сигналу залежить від кількості молекул аналізованого з'єднання у полум'ї та кількості атомів вуглецю в його молекулах. Сигнал приблизно пропорційний добутку кількості молекул за кількістю атомів вуглецю (він також залежить від типу гетероатомів)[9][10][11][12] .
- термокондуктометричний детектор (ТКД) або детектор з теплопровідності (катарометр), за якого вимірювання концентрації базується на змінах електропровідності, що виникають внаслідок зміни теплопровідності атмосфери навколо термопари (охолодження нагрітої термопари) зі зміною концентрації «стороннього хімічного речовини» в газі-носії. Його чутливість залежить від використовуваного газу-носія та саме від різниці теплопровідності газу-носія та компонентів зразка. Це дозволяє виявляти як органічні, так і неорганічні сполуки (наприклад, воду, такі гази як кисень, азот, аргон тощо).
- термоіонний детектор
- мас-спектрометр — масовий детектор — це специфічний тип мас-спектрометра. Цей тип детекторів не дозволяє точно виміряти концентрацію сполук у суміші, але він також дозволяє одночасно ідентифікувати хімічну структуру цих сполук (іноді однозначно)
- ІК-Фур'є спектрометр
- Специфічні детектори
  - Полум'яний фотометричний детектор (ПФД) — використовуючи явище хемілюмінесценції, зазвичай використовується для виявлення слідів сполук сірки
  - Детектор захоплення електроннів (ДЗЕ) — функція якого полягає в вимірюванні різкого зменшення струму, що протікає в іонізаційній камері (іонізуючим елементом зазвичай є ізотоп Ni63) після введення в нього речовини з високою спорідненістю до електронів. Використовується для виявлення мікроелементів, похідних галогену
  - Детектор фосфорного азоту (або термоіон; ДФА) — детектор без полум'я, який використовується для виявлення слідових кількостей органічних сполук, що містять азот або фосфор . Іони цих елементів утворюються в плазмі в результаті каталітичної дії лужних металів
  - Фотоніонізаційний детектор (ФІД) — операція полягає у бомбардуванні елюації колони фотонами високої енергії, що випромінюються УФ-лампою. Сполуки з потенціалом іонізації, що не перевищують енергію фотона, іонізуються. Отримані йони притягуються до електрода, вимірюються, а потім видається сигнал. ФІД — це заміна полум'яно-іонізаційного детектора. Джерелом енергії, необхідної для руйнування аналізованих компонентів на іони, є ультрафіолетова лампа. Він використовується в хроматографах рідше, ніж ДІП (часто використовується в інших газоаналізаторах)
  - Імпульсно-розрядний детектор (VICI PDD) — як джерело іонізації він використовує постійний низьковольтний імпульсний розряд гелію постійного струму
  - Ольфактометричний детектор (метод ГХ-О) — елюати сенсорно оцінюються командою людей, що грають роль дуже чутливого селективного детектора
  - Біодетектори ЕАГ- антени комах як дуже специфічні детектори феромонів (див. електроантенографія).

## Примітка
1. ↑  Pavia, L., Gary M. Lampman, George S. Kritz, Randall G. Engel (2006). Introduction to Organic Laboratory Techniques (4th Ed.). Thomson Brooks/Cole. с. 797—817. ISBN 978-0-495-28069-9.
2. ↑  Gas Chromatography. Linde AG. Архів оригіналу за 3 березня 2012. Процитовано 11 березня 2012.
3. ↑  Grob, Konrad (1997). Carrier Gases for GC. Restek Advantage, Restek Corporation. Архів оригіналу за 6 серпня 2020. Процитовано 9 березня 2016.
4. ↑  Pavia, L., Gary M. Lampman, George S. Kritz, Randall G. Engel (2006). Introduction to Organic Laboratory Techniques (4th Ed.). Thomson Brooks/Cole. с. 797—817. ISBN 978-0-495-28069-9.
5. ↑  Pavia, L., Gary M. Lampman, George S. Kritz, Randall G. Engel (2006). Introduction to Organic Laboratory Techniques (4th Ed.). Thomson Brooks/Cole. с. 797—817. ISBN 978-0-495-28069-9.
6. ↑  Berichte der Deutschen Botanischen Gesellschaft v.24 1906. HathiTrust (англ.). Архів оригіналу за 21 червня 2020. Процитовано 19 квітня 2019.
7. ↑  Ettre, Leslie S. (2008), The Beginnings of Gas Adsorption Chromatography 60 Years Ago, LCGC North America, архів оригіналу за 23 червня 2020
8. ↑  R. A. Dewar; McWILLIAM, I. G. (March 1958). Flame Ionization Detector for Gas Chromatography. Nature (англ.). 181 (4611): 760. Bibcode:1958Natur.181..760M. doi:10.1038/181760a0. ISSN 1476-4687.
9. ↑  T. Holm J. Chromatogr A, 842, (1999), 221—227.
10. ↑  Ogólny węgiel organiczny – oznaczanie metodą ciągłej detekcji płomieniowo-jonizacyjnej, cz. 1 (пол.). 10. WWW.elamed.pl: 16—17. Архів оригіналу за 30 вересня 2020. Процитовано 26 листопада 2019.
11. ↑  Ogólny węgiel organiczny – oznaczanie metodą ciągłej detekcji płomieniowo-jonizacyjnej, cz. 2 (пол.). 10. WWW.elamed.pl: 56—57. Архів оригіналу за 30 вересня 2020. Процитовано 26 листопада 2019.
12. ↑  Ogólny węgiel organiczny – oznaczanie metodą ciągłej detekcji płomieniowo-jonizacyjnej, cz. 3 (пол.). 11. WWW.elamed.pl: 42—43. Архів оригіналу за 30 вересня 2020. Процитовано 26 листопада 2019.